# Hermann Adalbert Daniel
Hermann Adalbert Daniel, född 18 november 1812 i Köthen, Anhalt, död 13 september 1871 i Leipzig, var en tysk teolog och geograf.
Daniel var 1834–1870 lärare vid Pädagogium i Halle an der Saale. Hans främsta teologiska skrifter är Thesaurus hymnologicus (fem band, 1841–1853) och Codex liturgicus ecclesiæ universæ in epitomen redactus (fyra band, 1847–1855). Daniel var dock mest betydelsefull som författare av geografiska arbeten: Lehrbuch der Geographie für höhere Unterrichtsanstalten (1845; 80:e upplagan 1902) och Leitfaden der Geographie (1850; 233:e upplagan 1903). Han utgav även Carl Ritters föreläsningar över Geschichte der Erdkunde und der Entdeckungen (1861).